# Тофу
Тофу (или „соево сирене“) е храна с китайски произход, произведена чрез коагулация на соево мляко с последващо отцеждане и пресоване на блокчета. Правенето на тофу от соево мляко е подобно на правенето на сирене от мляко. Пшеничният глутен или сейтан, обработен на пара или изпържен, често се нарича погрешно „тофу“ в азиатските или вегетариански ястия.